# Enna approximata
Enna approximata är en spindelart som först beskrevs av O. Pickard-Cambridge 1893.  Enna approximata ingår i släktet Enna och familjen Trechaleidae.
Artens utbredningsområde är Panama. Inga underarter finns listade i Catalogue of Life.